# S7 Airlines
S7 Airlines (рус. эс сэвэн эйрлайнс, юридическое наименование: Акционерное общество «Авиакомпания „Сибирь“») — российская авиакомпания, выполняет внутренние и международные пассажирские авиаперевозки, входит в перечень системообразующих организаций России, является крупнейшей частной авиакомпанией России. Штаб-квартира расположена в Новосибирске. Входит в российский холдинг S7 Group.
До апреля 2022 года являлась членом глобального авиационного альянса Oneworld, по состоянию на август 2024 года членство приостановлено.
Маршрутная сеть авиакомпании выстроена на базе авиатранспортных узлов, расположенных в аэропортах Домодедово (Москва) и Толмачёво (Новосибирск), по состоянию на 2016 год охватывала 205 направлений и 181 город в 26 странах мира.

## История
В 1957 году с военного аэродрома в Новосибирской области, будущего аэропорта Толмачёво, отправился первый гражданский рейс по маршруту Новосибирск — Москва на самолёте Ту-104, выпущенном в КБ А. Н. Туполева. Это событие считается рождением Толмачёвского объединённого авиаотряда.
Спустя 35 лет — 6 мая 1992 года — на базе Толмачёвского объединённого авиаотряда была создана государственная авиакомпания «Сибирь», которая после приватизации в мае 1994 года была преобразована в АО «Авиакомпания „Сибирь“». В собственности государства оставался пакет акций 25,5 %, который государство выставляло на продажу с 2001 года.
В 2001 году авиакомпания «Сибирь» стала действительным членом Международной ассоциации воздушного транспорта IATA. В течение 2001 года авиакомпания выполнила 15 тыс. 490 рейсов и перевезла около 2 млн человек, что сделало компанию второй в стране по количеству перевезённых пассажиров.
В 2005—2006 годах компания провела ребрендинг, сменив наименование «Сибирь» на S7 Airlines, на базе авиакомпании была создана S7 Group.
В ноябре 2010 года S7 Airlines вместе со своей сестринской авиакомпанией Глобус вступила в международный авиационный альянс Oneworld, что позволило авиакомпании продавать билеты по код-шеринговому партнёрству с ведущими авиакомпаниями мира.
В 2011 году государство вновь трижды выставляло свой пакет акций S7 Airlines на аукционы, но все они не состоялись в связи с отсутствием претендентов на покупку. Эксперты объясняли неудачи в приватизации пакета тем, что для портфельных инвесторов он не интересен вследствие высокой стартовой цены (1,8 — 2,9 млрд руб.), а для стратегических — из-за размера пакета, не дающего права реального влияния на управление авиакомпанией.
В мае 2013 года S7 Group одержала победу в тендере по покупке госпакета акций авиакомпании «Сибирь», предложив за 25,5 % акций перевозчика 1 млрд 133 млн руб.
В 2016 году S7 Airlines внедрила технологию продаж NDC (New Distribution Capability), разработанную Международной ассоциацией воздушного транспорта (по состоянию на июль 2016 года протоколом NDC пользуются всего около 20 авиакомпаний мира). Связь между авиакомпанией и агентствами осуществляется посредством инструмента, разработанного S7 Group в соответствии со стандартами IATA NDC и получившего название S7 Agent API. Первые билеты с использованием стандартом NDC компания продала в марте 2016 года.
В начале 2017 года S7 начала полёты своего первого регионального самолёта Embraer E170LR. Авиакомпания получила лайнер в обновлённой ливрее, разработанной британским агентством Landor. Эту же ливрею получили новые лайнеры Airbus A320neo.
В конце 2016 года S7 Airlines заменила бумажный аккредитив, перейдя на блокчейн-платформу.
В августе 2019 года S7 Airlines временно вернула название "Авиакомпания «Сибирь» и запустила инициативу по восполнению лесного массива, утраченного при пожарах в Сибири. С 1 августа 2019 года компания отчисляет на посадку деревьев по 100 рублей с каждого проданного на сайте и в мобильном приложении авиабилета по сибирским направлениям. На официальной странице кампании проводится сбор средств в фонд восполнения леса — можно пожертвовать любую сумму или мили (для активных участников программы лояльности S7 Priority). В сентябре 2019 года авиакомпания завершила сбор средств для посадки 1 000 000 деревьев и снова вернулась к бренду S7 Airlines.
В 2021 году авиакомпания создала собственного «лоукостера» под названием Citrus, в начале 2022 года был получен сертификат эксплуатанта, а в декабре 2021 года выбрана система бронирования ORS. Базовыми аэропортами лоукостера Citrus определены аэропорты Казани и Омска. Задача лоукостера — обеспечить авиасообщение между региональными центрами в России, минуя Москву и Санкт-Петербург. Из-за санкций 2022 года по отношению к России Citrus не был запущен.
В декабре 2023 года компания завершила урегулирование отношений с зарубежными лизингодателями по 45 самолётам (почти 50 % флота), у лизингодателей больше нет требований по страховым полисам и договорам аренды.

## Деятельность
S7 Airlines является вторым по величине авиаперевозчиком России.
В течение 2001 года авиакомпания «Сибирь» с учётом рейсов, выполненных под кодом авиакомпании «Внуковские авиалинии», выполнила 15 тыс. 490 рейсов, что на 89,1 % больше, чем в 2000 году. В этом году на рейсах «Сибири» было перевезено почти 2 млн пассажиров, что вывело компанию по этому показателю на второе место в России. В 2017 году S7 Airlines перевезла более 14,2 млн, в 2020 году — 12,3 млн пассажиров, в 2024 — 12,9 млн.
Во время пандемии COVID-19, с апреля по декабрь 2020 года — являлась крупнейшим авиаперевозчиком в России по числу перевезённых пассажиров.
В августе 2020 года S7 Airlines совместно с Ассоциацией врачей авиационной медицины (АВАМ) запустили первую в России программу «Врачи на борту» для медицинских работников, которые путешествуют. Участники программы «Врачи на борту» получают скидку 10 % от тарифа на все собственные рейсы S7 Airlines, на 20 % больше миль за каждый перелёт, возможность бесплатного выбора места в салоне, провоза одного места багажа сверх нормы по тарифу и приоритетной регистрации в аэропорту на стойках бизнес-класса. Дополнительные бонусы — 5000 приветственных миль за регистрацию в программе и по 1000 миль за прохождение образовательных курсов от АВАМ. При этом решение об оказании медицинской помощи на борту всегда остаётся за врачом, а доступ к привилегиям от этого решения не зависит.
В 2021 году был запущен сервис по бронированию самолёта S7 Select. Сервис позволяет взять в аренду по направлению в Москву или из Москвы авиалайнер Airbus A319.
В феврале 2021 года авиакомпания увеличила до пяти число животных, которых пассажиры за отдельную плату могут перевозить в салоне самолёта. Нововведение начнёт действовать с 15 февраля.
После вторжения России на Украину и введёнными в связи с этим санкциями 5 марта 2022 года, авиакомпания отменила все международные рейсы. 19 апреля 2022 года S7 Airlines и Oneworld приняли взаимное решение о приостановке участия авиакомпании в альянсе. С мая по октябрь 2022 года авиакомпания осуществила миграцию c Amadeus на российскую платформу ORS PSS и восстановила международную деятельность.
Во время глобального сбоя представители S7 Airlines заявили о том, что деятельность и все сервисы компании работают в штатном режиме, благодаря переходу на российское ПО.

### Показатели деятельности
Производственные и финансовые показатели:
|                                     | 2011   | 2012   | 2013   | 2014   | 2015   | 2016    | 2017    | 2018   | 2019   | 2020       | 2021   | 2022   | 2023  | 2024       |
| ----------------------------------- | ------ | ------ | ------ | ------ | ------ | ------- | ------- | ------ | ------ | ---------- | ------ | ------ | ----- | ---------- |
| Перевезено пассажиров, млн чел.     | 5,128  | 6,351  | 7,085  | 7,938  | 10,630 | 13,146  | 14,252  | 15,959 | 17,945 | 12,349     | 17,831 | 16,032 | 15,9  | 12,9       |
| — на внутренних рейсах, млн чел.    | 3,548  | 4,010  | 4,385  | 5,093  | 5,526  | 6,673   | 6,881   | 11,552 | 13,059 | 11,303     | 16,262 | 15     | 14,5  | нет данных |
| — на международных рейсах, млн чел. | 1,580  | 2,341  | 2,700  | 2,845  | 2,681  | 2,836   | 3,067   | 4,406  | 4,886  | 1,045      | 1,891  | 1      | 1,5   | нет данных |
| Занятость кресел, %                 | 76,1   | 80,4   | 81,3   | 80,2   | 80,5   | 84,7    | 84,3    | 85,7   | 86,4   | 73,6       | 81,5   | 84     | 87,6  | 89,3       |
| Выручка, млрд руб.                  | 45,264 | 55,864 | 62,721 | 70,706 | 82,215 | 108,111 | 117,722 | 145,1  | 120    | нет данных | 156    | 151,44 | 186,5 | 188,1      |
| Чистая прибыль, млн руб.            | 734    | 546    | 702    | 868    | 923    | 2896    |         |        |        |            |        |        |       |            |
| Число работников                    | —      | 2,507  | 2,711  | 2,672  | 2,752  | 2,571   | 2,878   |        |        |            |        |        |       |            |
| Число самолётов (на конец года)     | 42     | 50     | 58     | 60     | 58     | 65      | 80      | 95     | 99     | 91         |        |        |       |            |
| Источник                            | [ 57 ] | [ 57 ] | [ 58 ] | [ 59 ] | [ 60 ] | [ 61 ]  | [ 62 ]  |        |        |            |        |        |       |            |

## Маршрутная сеть
Авиакомпания «S7 Airlines» совместно с дочерними перевозчиками формирует обширную маршрутную сеть, которая включает в себя более 130 направлений в страны Европы, Азии и Ближнего Востока. Многие другие рейсы обслуживаются авиакомпаниями-партнёрами по код-шеринговым соглашениям.

### Код-шеринговые соглашения
Авиакомпания также имеет партнёров, с которыми выполняет часть своих рейсов по код-шеринговому соглашению.

## Флот

### История флота
В разные годы своей истории «S7 Airlines» эксплуатировала различные типы ВС. До конца 2008 года в парке авиакомпании были такие лайнеры как Ил-86, Ту-154 и Ту-204. В 2004 году «S7 Airlines» приступила к реализации плана обновления своего воздушного парка. 17 ноября 2008 года эксплуатация советских самолётов в компании была полностью прекращена.

29 мая 2007 года авиакомпания подписала контракт с компанией Боинг на покупку 15 авиалайнеров Boeing 787 и опцион ещё на 10 таких самолётов, став таким образом первым заказчиком данных самолётов среди российских авиакомпаний. Срок поставки первых самолётов — 2014 год; каталожная стоимость 15 лайнеров — $2,4 млрд. Однако в конце января 2009 года в связи с экономическим кризисом и тяжёлым финансовым положением авиакомпании данный контракт был расторгнут.
C апреля 2008 года S7 Airlines начала выполнять полёты на новом самолёте Airbus А320. По заключённому с компанией ILFC договору операционного лизинга, в 2008 году S7 Airlines получила 4 воздушных судна этого типа. Все они оснащены двигателями CFM56 производства «CFM International». В 2009 году были поставлены ещё 25 самолётов.
В апреле 2015 года дочерняя авиакомпания «Глобус» прекратила эксплуатацию Boeing 737-400.
В 2016 году компания подписала соглашение c компанией Эйрбас о поставке 5 самолётов семейства Airbus A320neo. В сентябре этого же года подписан контракт на поставку в лизинг девяти самолётов семейства Boeing 737 MAX. Таким образом компания стала первым в России перевозчиком, эксплуатирующим самолёты этих двух новых семейств.
В 2016 году S7 Airlines было подписано соглашение с лизинговой компанией GE Capital Aviation Services (GECAS), по которому в течение 2017 года было поставлено 17 региональных самолётов Embraer E170.
В феврале 2022 года S7 Airlines получила 211-местный самолёт A321neoNX, который стал 40-м самолётом семейства neo в авиакомпании. На лайнере установлены законцовки крыла и двигатели PW1133G-JM производства Pratt & Whiney.
22 марта 2022 года министр транспорта России Виталий Савельев заявил, что S7 Airlines возьмёт два грузовых Ил-96 и три Ил-86.
С осени 2023 S7 airlines снижает пассажиропоток на 20 % из-за проблем с обслуживанием самолёта Airbus A320neo и Airbus A321neo, точнее с двигателями Pratt & Whiney.
Летом 2024 S7 airlines получила 3 самолёта Airbus A321, которые ранее летали в авиакомпании Ямал.

### Текущий флот
По состоянию на август 2025 года средний возраст всего флота группы компаний S7 Group составляет 14 лет. В состав флота входят следующие типы воздушных судов:

### Выведены из эксплуатации
Ранее эксплуатировавшиеся авиакомпанией S7 Airlines типы самолётов, выведенные из эксплуатации:
| Изображение | Тип самолёта | Год ввода | Год вывода |
|             | Ан-24        | 1992      | 2000       |
|             | Ил-86        | 1992      | 2008       |
|             | Ту-154Б-2    | 1992      | 2006       |
|             | Ту-154М      | 1992      | 2009       |
|             | Ту-204-100   | 1999      | 2008       |

| Изображение | Тип самолёта     | Год ввода | Год вывода |
|             | Airbus A310-200  | 2004      | 2010       |
|             | Airbus A310-300  | 2004      | 2014       |
|             | Boeing 737-400   | 2006      | 2015       |
|             | Boeing 737-500   | 2005      | 2009       |
|             | Boeing 737 MAX 8 | 2018      | 2022       |
|             | Boeing 767-300ER | 2008      | 2017       |

## Собственники и руководство
Контрольный пакет акций АО «Авиакомпания „Сибирь“», а это 71,3 %, принадлежит группе компаний S7 Group. Государство продало свои 25,5 % ЗАО «Группа компаний С7» 30 мая 2013 г., сделка подлежит оформлению распоряжением Правительства России. Остальные акции у менеджмента «S7 Airlines».
С 1998 по 2009 год авиакомпанию возглавлял совладелец S7 Group Владислав Филёв. В 2009 году совет директоров авиакомпании назначил новым генеральным директором авиакомпании «Сибирь» Владимира Объедкова.
С 12 сентября 2019 года генеральным директором S7 Airlines является Вадим Анатольевич Клебанов, до назначения на должность, в течение последних пяти лет руководил авиакомпанией «Глобус», входящей в состав холдинга S7 Group.

## Награды и премии

### Международные
В феврале 2004 года получила награду американского журнала «Air Transport World magazine» в номинации «Лидеры рынка».
В 2003 году «S7 Airlines» первой из российских авиакомпаний стала лауреатом премии «Flight International Aerospace Awards» британского журнала «Flight International» в номинации «Корпоративная стратегия».
В ноябре 2015 года S7 Airlines стала обладателем премии National Geographic Traveler Awards 2015 в номинации «Лучшая российская авиакомпания».
В 2016 году S7 Airlines получила премию Business Traveller Russia and CIS Awards за лучшую программу лояльности S7 Priority.
В 2017 году авиакомпания стала обладателем премии Safety Leaders Award в номинации «Безопасность на транспорте: безопасность полётов».
В 2018 году S7 Airlines получила премию Skyway Service Award в двух номинациях — «Лучшая авиакомпания в категории экономкласс, внутренние регулярные перевозки» и «Лучшие онлайн-сервисы для клиентов».
В 2019 году авиакомпания вошла в топ-10 самых пунктуальных европейских авиакомпаний, заняв шестое место в рейтинге Punctuality League 2019 (вышла из рейтинга в 2020 году).
В 2021 году S7 Airlines стала обладателем авиационной премии Skyway Service Award в единой номинации «Лучшая авиакомпания — противостояние вызовам 2020».

### Национальные
Победитель конкурса «Крылья России» в 2021, 2020, 2015, 2016, 2011 годах.
В 2019 году авиакомпания S7 Airlines стала лауреатом премии National Geographic Traveler Awards 2019. В онлайн-голосовании читатели назвали S7 Airlines лучшей российской авиакомпанией.
В 2017 году авиакомпания S7 Airlines получила премию Skyway Service Award в трёх номинациях — «Лучшая авиакомпания в категории экономкласс, внутренние регулярные перевозки», «Лучшая программа лояльности для пассажиров» и «Лучшие онлайн сервисы для клиентов».
В 2017 году авиакомпания заняла первое место в рейтинге лучших российских авиакомпаний по соотношению цена-качество, составленном журналом Forbes.
В 2014 году стала победителем в номинации «Сервис на земле и в небе (российская авиакомпания)» национальной премии за открытия в области путешествий «Моя планета».
В 2007 году авиакомпания стала победителем ежегодной национальной премии «Народная марка /Марка № 1 в России».

## Культурные аспекты
В 2016 году на композицию Upside Down & Inside Out американской альтернативной рок-группы OK Go был снят клип при поддержке и в рамках рекламной кампании авиакомпании.
В 2014 году S7 Airlines получила две награды в рамках фестиваля рекламы «Каннские львы». Приложение для iPhone «Catch-a-Plane» было удостоено серебряной награды фестиваля в номинации Mobile, а рекламная кампания S7 Airlines «Москва — Киев» получила бронзовую награду фестиваля в номинации «Наружная реклама».
В 2015 году авиакомпания получила три награды на Каннском фестивале рекламы. S7 Airlines получила две бронзовые награды в категории «Cyber» в номинациях «Interfaces & Navigation» и «Live digital» за проект «Imagination Machine».
Компания стала обладателем Серебряного Льва за видеоролик #ХОЧУТУДАГДЕ в самой престижной номинации «Film Lions».

## Происшествия и катастрофы
Аварийная посадка Ту-154 в Новосибирске. 12 января 2000 года у лайнера Ту-154М, следовавшего по маршруту Краснодар — Радужный — Новосибирск, во время захода на посадку поочерёдно отказали все три двигателя самолёта. Инцидент произошёл из-за некачественного топлива: в аэропорту Краснодара цистерну топливозаправщика изнутри покрасили не той краской, и она растворилась в керосине. Когда вскрыли топливные баки самолёта, там была желеобразная масса.
Катастрофа Ту-154 над Чёрным морем. 4 октября 2001 года в ходе совместных военных учений Украины и России, проводившихся на территории российской базы Черноморского флота, силами ПВО Украины был ошибочно сбит рейс 1812 Тель-Авив — Новосибирск. Погибли все 78 человек — 66 пассажиров и 12 членов экипажа.
Аварийная посадка Ту-204 в Омске.14 января 2002 года Ту-204 авиакомпании Сибирь выкатился за пределы ВПП аэропорта Омск-Центральный. Борт выполнял рейс Франкфурт — Новосибирск, но ушёл на запасной аэродром в Омске из-за плохих погодных условий в аэропорту прибытия. Перед посадкой самолёт выработал всё топливо и продолжал полёт только за счёт планирования. Ту-204 выкатился за пределы полосы, повредив фонари перед ней. Никто из пассажиров и членов экипажа не пострадал.
Теракт 24 августа 2004. В Ростовской области в результате взрыва разбился Ту-154, следовавший рейсом 1047 Москва — Сочи. Погиб 51 человек, включая 8 членов экипажа. Безопасность на авиарейсе обеспечивала дочерняя компания аэропорта «Домодедово» — ЗАО «Истлайн авиейшн секьюрити». Одним из виновных был признан сотрудник авиакомпании Николай Коренков, осуждённый Домодедовским райсудом на 1,5 года за коммерческий подкуп.
Катастрофа A310 в Иркутске. 9 июля 2006 года при посадке разбился A310, следовавший рейсом 778 Москва — Иркутск. Самолёт на большой скорости выкатился за пределы взлётно-посадочной полосы, столкнулся с бетонным ограждением и строениями, разрушился и сгорел. Из 203 пассажиров погибли 125 человек, в том числе 3 из 6 членов экипажа — бригадир бортпроводников и оба пилота. Техническая комиссия Межгосударственного авиационного комитета провела расследование и пришла к заключению, что причиной катастрофы самолёта явились ошибочные и бесконтрольные действия экипажа. 9 декабря 2008 года уголовное дело, возбуждённое по факту данной авиакатастрофы, было прекращено. Окончательной причиной трагедии названы неполадки в работе бортового компьютера, которые стали следствием ошибок, допущенных при его проектировании.
Инцидент Airbus A321neo над Магаданом. 2 декабря 2021 года произошёл серьёзный авиационный инцидент с лайнером Airbus A321neo, выполнявшем рейс 5220 Магадан — Новосибирск. При взлёте из Магадана сработало предупреждение об обледенении двигателей и сваливании, произошло отключение автопилота. Самолёт начал раскачиваться и потерял около 2,7 км высоты. Самолёт совершил аварийную посадку в Иркутске. На борту находилось 199 пассажиров и 7 членов экипажа, никто не пострадал.
Инцидент Boeing 737-800 над Новосибирском. 25 июля 2025 года при выполнении рейса 5103 из Новосибирска в Сочи произошла разгерметизация салона. Самолёт кружил в небе около 4 часов, вырабатывая топливо, затем совершил вынужденную посадку в Новосибирске. На борту находилось 175 пассажиров. О пострадавших не сообщалось.

## Скандалы
По сообщениям источника, в июне 2021 года был задержан лётный директор компании Мансур Бадраков — он за 1,5 миллиона рублей взятки согласился принять на работу на должность пилота лайнера Airbus A320neo.